# Gbenga Ajayi
Gbenga Samuel Ajayi (* 23. November 1984 in Lagos) ist ein nigerianischer Fußballspieler.

## Karriere
Seine Karriere begann Samuel bei den Niger Tornadoes ehe er 2006 nach Kambodscha zu Phnom Penh Empire wechselte. Mit seinen Toren trug er dazu bei, dass der Verein 2008 die Meisterschaft und den Nationalen Pokal gewann. Anfang 2009 wechselte er nach Thailand zum Premier-League-Neuling Bangkok Glass. Nach 94 Spielen und 30 Toren wechselte er 2012 zum Ligakonkurrenten Chonburi FC. 2014 wechselte er zu den ebenfalls in der Thai Premier League spielenden Samut Songkhram FC nach Samut Songkhram. Hier absolvierte er 24 Spiele und schoss dabei sechs Tore. Nach Kambodscha zog es ihn 2015, wo er einen Vertrag bei Boeung Ket Angkor FC unterschrieb. Der Verein ist in der Kampong Cham Provinz beheimatet und spielte in der höchsten Spielklasse des Landes, der Cambodian League. 2017 wechselte er zum Ligakonkurrenten Asia Euro United, einem Verein, der in Kandal beheimatet ist. Im gleichen Jahr ging er wieder zurück zu Boeung Ket Angkor FC. 2020 unterschrieb er wieder einen Vertrag bei seinem ehemaligen Verein Asia Euro United. Bei dem Zweitligisten stand er bis Ende 2022 unter Vertrag. Im Februar 2023 wechselte er zum ebenfalls in der zweiten Liga spielenden Koh Kong FC.

## Erfolge
Phnom Penh Empire
- Cambodian League: 2008
- Hun Sen Cup: 2008

Boeung Ket Angkor FC
- Cambodian League: 2017
- Hun Sen Cup: 2019